# Santa Maria d'All
Santa Maria d'All és una església de l'entitat de població d'All, pertanyent al municipi d'Isòvol (Cerdanya). Forma part de l'Inventari del Patrimoni Arquitectònic de Catalunya.

## Descripció

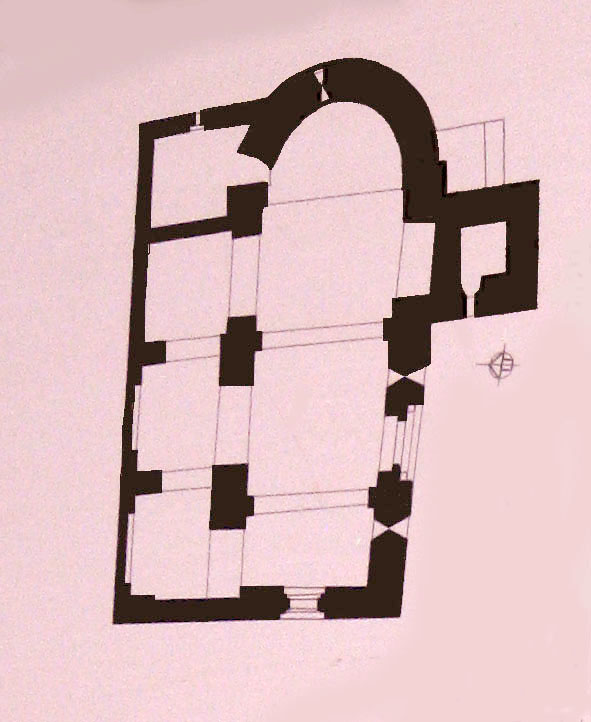
Planta de Santa Maria d'All

Església d'una nau amb absis semicircular, amb incorporació posterior de naus laterals pel costat nord. Arcs de mig punt i volta de canó rebaixada a la nau principal. Destaca el portal a migdia ornamentat amb arquivolta, orla exterior i figures. L'arquivolta interior descansa damunt dos capitells on es repeteix el tema. A la mateixa façana, del costat de migdia hi ha tres mènsules representant caps d'animals. El campanar és de planta quadrada de dos cossos, amb carreus de pedra i coronació de ferro de forja molt interessant, restaurat.
A la façana sud té la portalada amb tres arquivoltes, la del centre, de columna amb capitells esculpits i les altres dues de base rectangular. L'arcada davantera es troba ornada amb una greca d'espirals i en el seu interior amb motius de figures que la contornegen. El segon arc té una greca més senzilla i l'última arcada és llisa i en el seu bisell té caps mitjans esculpits i boles. Els capitells de les columnes tenen tallades figures humanes i lleons al seu costats. Sobre el guardapols hi ha tres mènsules, també esculpides.
A l'exterior de l'absis s'hi aprecia un fris llis amb mènsules de caps esculpits, d'altres amb boles i d'altres llisos. Prop de la portalada, a la part sud-est, es troba el campanar de torre amb planta quadrada amb parets de quatre metres de costat i un metre de gruix amb finestres amb arcs de mig punt. Al Museu Nacional d'Art de Catalunya, a Barcelona s'hi conserven, procedents d'aquesta església, les talles d'una Majestat i la Verge d'All, les dues datades de finals del segle xii o primers del xiii.

## Història
El lloc era esmentat ja el 839 en l'Acta de consagració de la Seu d'Urgell. L'Església de Santa Maria correspon a la parròquia d'All. En un document de l'any 1265 s'explica que Guillem I de Cerdanya, comte de Cerdanya (1068-1095), va construir una església a All. La seva coberta primitiva es va haver de tirar a terra amb alguna part del mur, ja que, en un document de 1301, es parla de la designació d'uns procuradors per encarregar-se de la construcció de parets i coberta nova.

## Galeria

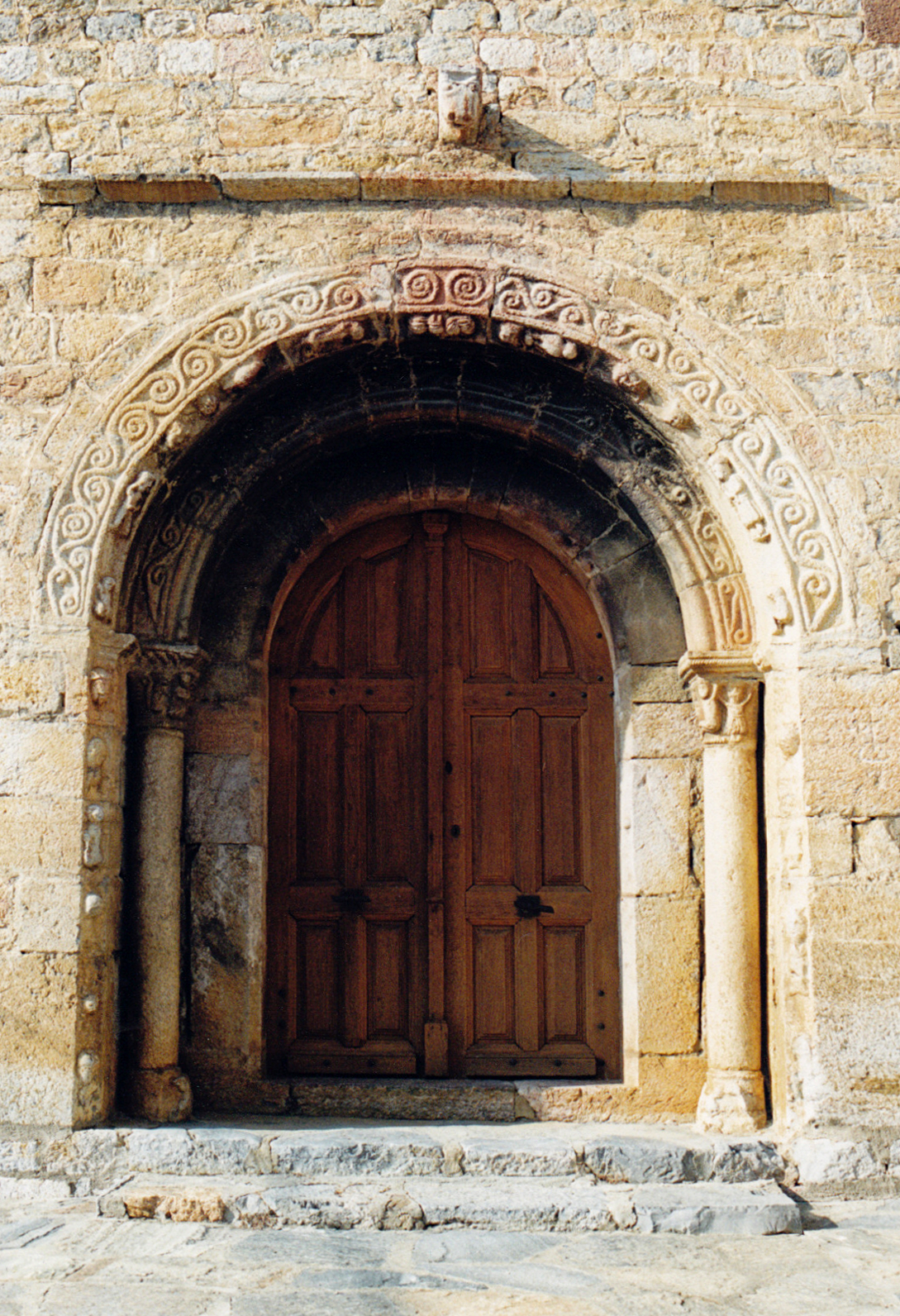
Porta de Santa Maria d'All
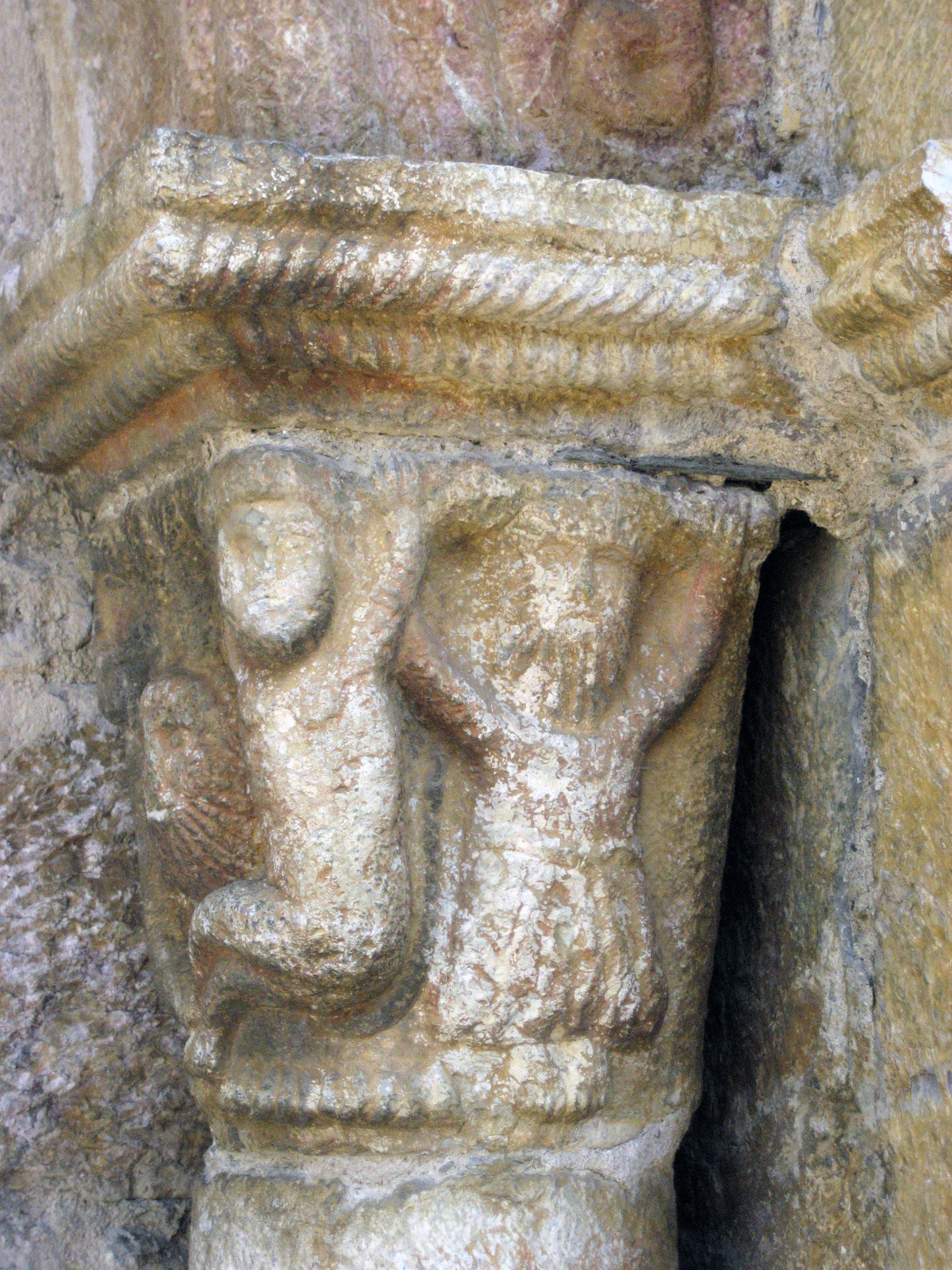
Capitell amb orant a la porta d'entrada
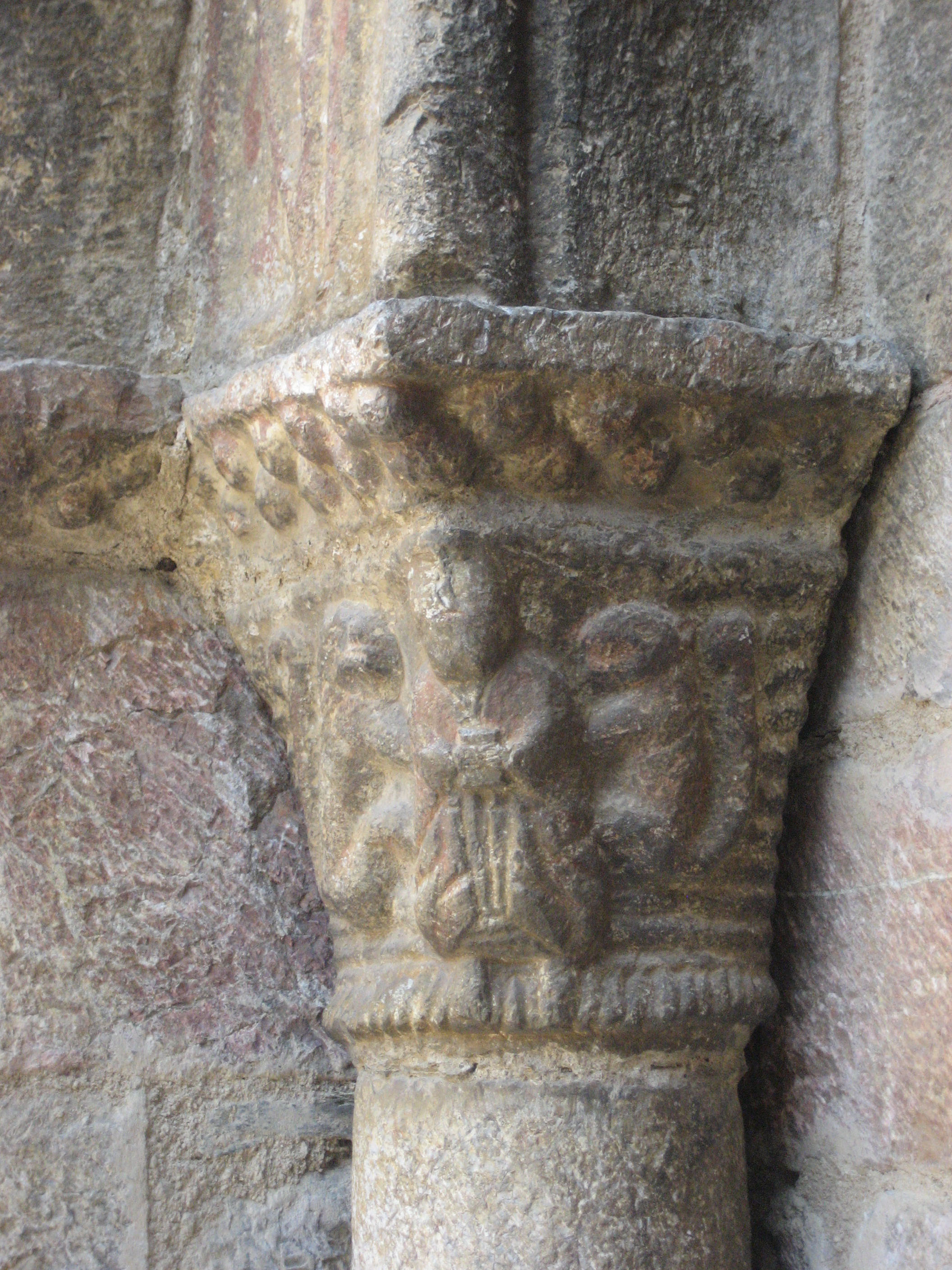
Capitell d'una de les columnes de la porta
Mare de Déu d'All - Museu Nacional d'Art de Catalunya